# Torre de Quintela
La torre de Quintela es una torre fortificada y almenada situada en Quintela, al norte de Portugal, sobre un macizo rocoso de la sierra de Alvão. Al parecer fue mandada construir por Alda Vasques en el siglo XIII, quien la utilizó como residencia señorial. Posteriormente perteneció a la Orden del Temple y a los condes de Vimioso. Es monumento nacional desde 1910.
Cuenta con acceso restringido a todo aquel que no sea personal no autorizado.